# Meczet Jeni (Bitola)
Meczet Jeni (maced. Јени џамија, alb. Xhamia e Re, nazwa pochodzi od tur. yeni – nowy) – meczet znajdujący się w Bitoli, w Macedonii Północnej.
Meczet Jeni został zbudowany w latach 1558–1559 na polecenie kadiego Mahmuda Effendiego. Wśród macedońskich meczetów wyróżnia go bogata ornamentyka. Świątynia jest budowlą jednokopułową, zbudowaną na planie kwadratu, Sala modlitewna wznosi się na wysokość 19 m, zaś minaret na wysokość 39 metrów. Badania archeologiczne wykazały, że meczet został wzniesiony na miejscu zniszczonej świątyni chrześcijańskiej.
W 1661 meczet odwiedził Evliya Çelebi, który określił go jako meczet Mahmuda Effendiego.
Obecnie w meczecie mieści się galeria sztuki.